# Pandemia de COVID-19 en Guam
Los primeros casos de la pandemia de COVID-19 en Guam, iniciaron el 15 de marzo de 2020. Hay 307 casos confirmados, 202 recuperados y cinco fallecidos.

## Cronología

### Marzo
15 de marzo: se confirmaron los primeros 3 casos de COVID-19 en el territorio. El Consejo de Alcaldes de Guam suspendió todos los eventos y actividades patrocinados por la aldea. Se anunció que los centros públicos para personas de la tercera edad cerrarían el 18 de marzo. Guam Memorial Hospital restringió su departamento de emergencias solo para el personal y los pacientes.
22 de marzo: una mujer de 68 años fue registrada como la primera muerte por COVID-19.

### Abril
4 de abril: el gobierno local proyectó que con una reducción del 20% en la propagación, la COVID-19 mataría a 3.000 personas en cinco meses. La población de Guam es de aproximadamente 160,000, lo que indica que la COVID-19 mataría alrededor del 1.8% del territorio en cinco meses. El gobernador instó a la población a reducir la tasa de propagación.

### Mayo
8 de mayo: la gobernadora Leon Guerrero anunció que Guam desde el domingo 10 de mayo, permitiría que los centros comerciales, salones, centros comerciales y floristerías abran al 50% de su capacidad. Se seguiría exigiendo a las personas en público que usen máscaras. El Agana Shopping Center y Micronesia Mall, dos de los centros comerciales más grandes del territorio, declararon que limitarían el número de entradas abiertas y el número total de ocupantes, y examinarían a todos los clientes que ingresan por fiebre con termómetros.

### Junio
26 de junio: la gobernadora León Guerrero extendió la emergencia de salud pública hasta julio y canceló la reapertura del turismo planificado para el 1 de julio. Las reuniones se limitarán a 25 personas hasta el 1 de julio. Se canceló la limpieza y embellecimiento de la playa en toda la isla programada para el 27 de junio. Guam tuvo el mayor aumento de una semana de casos confirmados de COVID-19 en los Estados Unidos con 438%. El gobernador hizo un llamado a la vigilancia continua del público.
30 de junio: La Junta de Educación de Guam aprobó un plan para la reapertura de la escuela, con horarios escalonados y prácticas obligatorias de higiene y control de temperatura. No se fijaron fechas, ya que dependerán de las condiciones pandémicas.

### Julio
2 de julio: La Base de la Fuerza Aérea Andersen restringió el acceso a la base al personal esencial de la misión.
3 de julio: El número de casos activos superó los 100 por primera vez desde principios de abril.
8 de julio: El gobierno de Guam agregó estados y territorios estadounidenses adicionales como "áreas de alto riesgo" que requieren cuarentena para los viajeros que ingresan. La gobernadora Leon Guerrero declaró que estaban promediando 200 pruebas por día, con más de 16,300 pruebas en total desde que comenzó la pandemia, o alrededor del 9.2% de la población. Félix Cabrera, jefe del grupo de asesoría médica del gobernador, dijo que hay cinco casos nuevos diariamente en promedio, a una tasa positiva de 1.59%; cinco es el "umbral de preocupación" absoluto, pero el 3% es el umbral de porcentaje de preocupación.